# Вадаї (префектура)

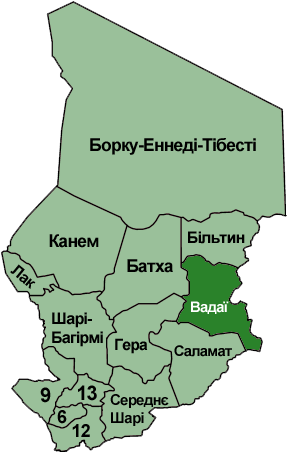
Вадаї серед префектур Чаду.

Вадаї (фр. Ouaddai, араб. وداي трансліт. Waddāy ) — одна з 14 префектур, на які розподілявся Чад в 1960–2000 роках. У 2002 році префектури були замінені на 18 регіонів, але новий регіон Вадаї був створений цілком в межах колишньої префектури. Вадаї розташоване на сході середньої частини країни; на сході префектура межувала з Суданом, на півночі — с префектурою Більтин, на заході — з префектурами Батха і Гера, на півдні — з префектурою Саламат; на крайньому південному сході — невеликий відрізок кордону з Центральноафриканською Республікою. Площа Вадаї 76 240 км², населення станом на 1993 рік — 543 900 осіб. Столиця — місто Абеше.